# Islandske verbalformer
Islandsk har tre verbalformer, den sædvanlige aktiv og passiv men dertil en mediopassiv som behøver en egen redegørelse.
Det er i øvrigt meget diskutabelt om mediopassiven er en form eller blot en samling af verbalklasser.